# Château de Penedono
Le Château de Penedono, en portugais Castelo de Penedono, est situé à Penedono au Portugal.

## Liens externes

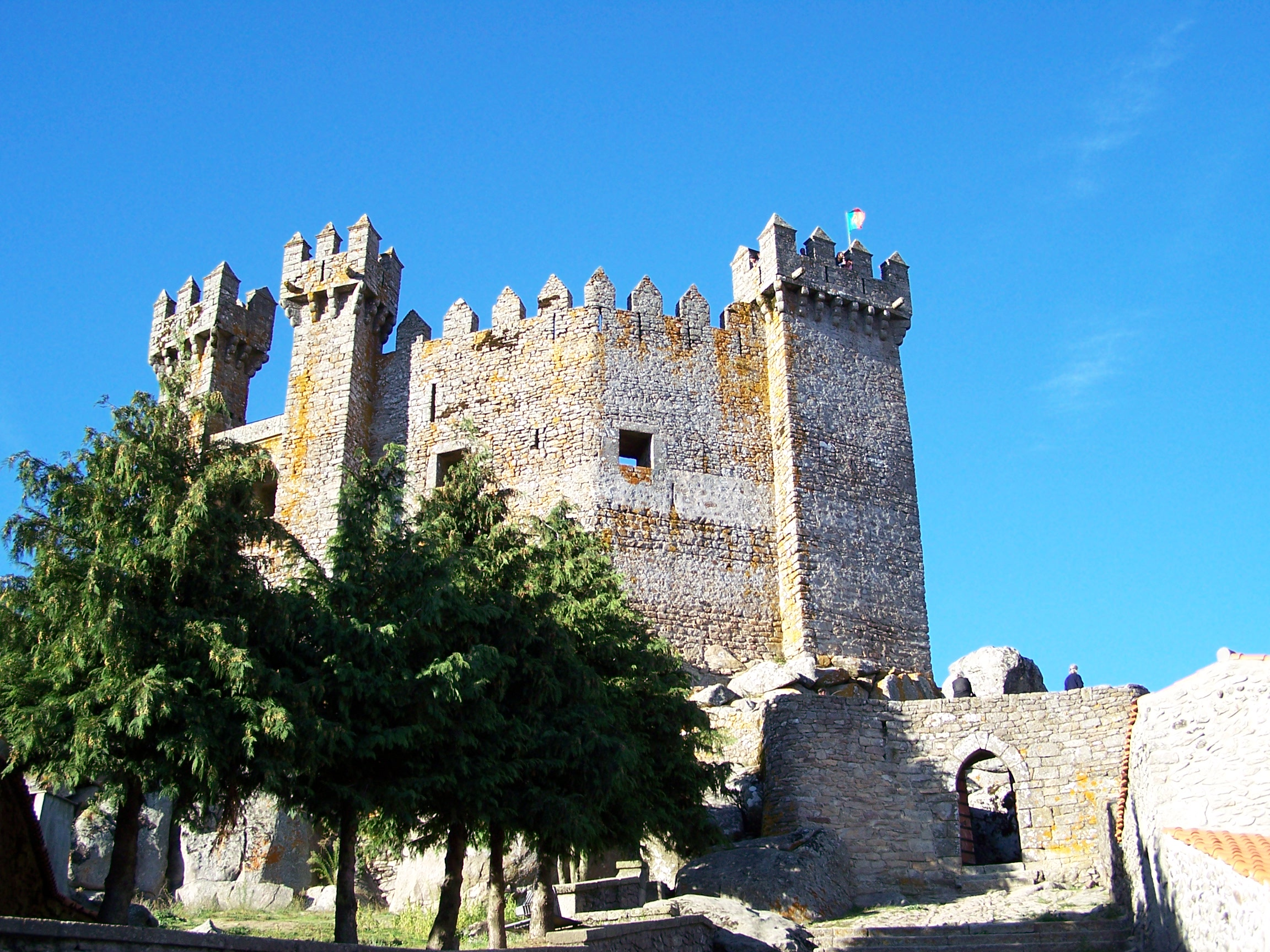
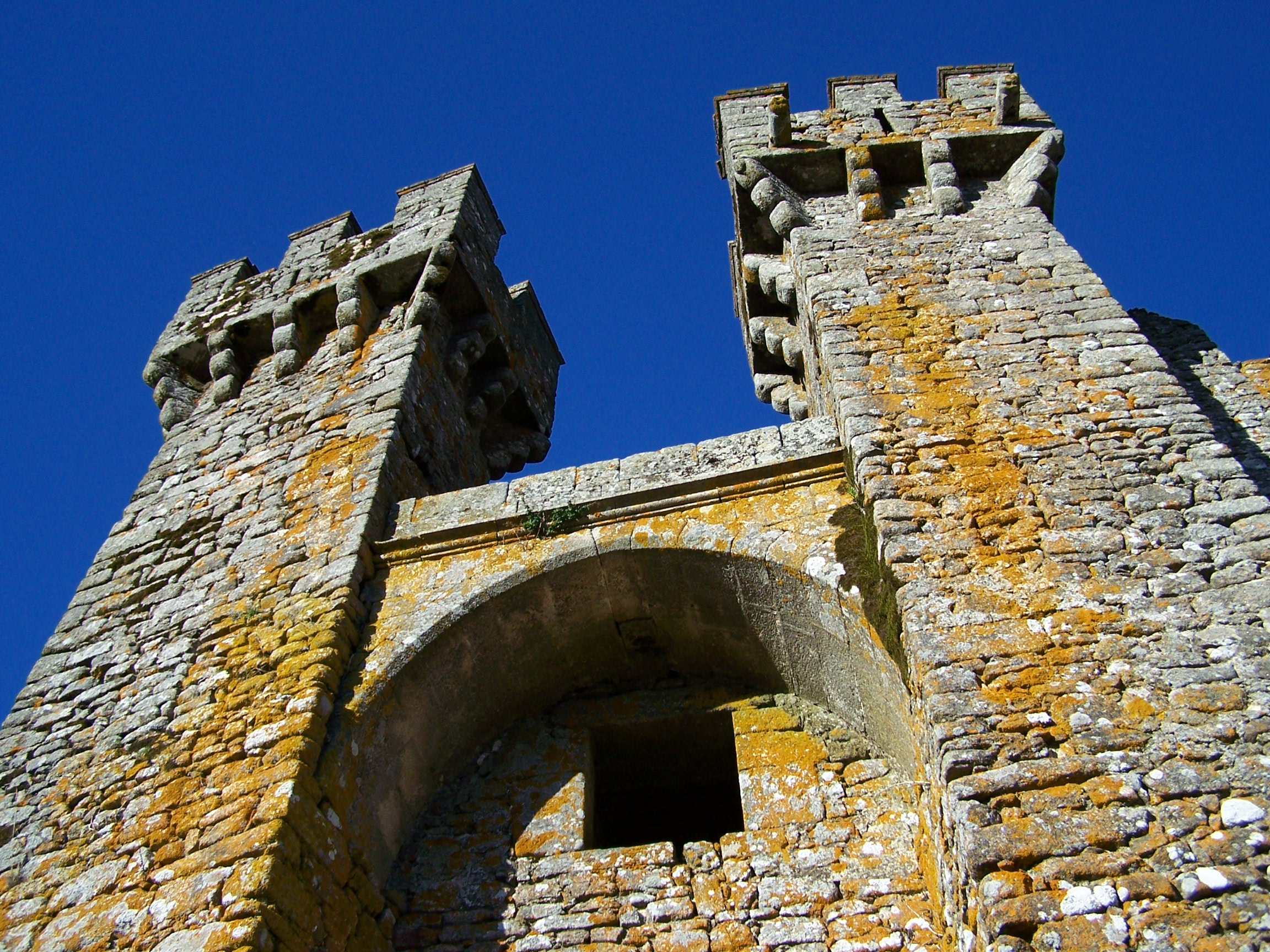
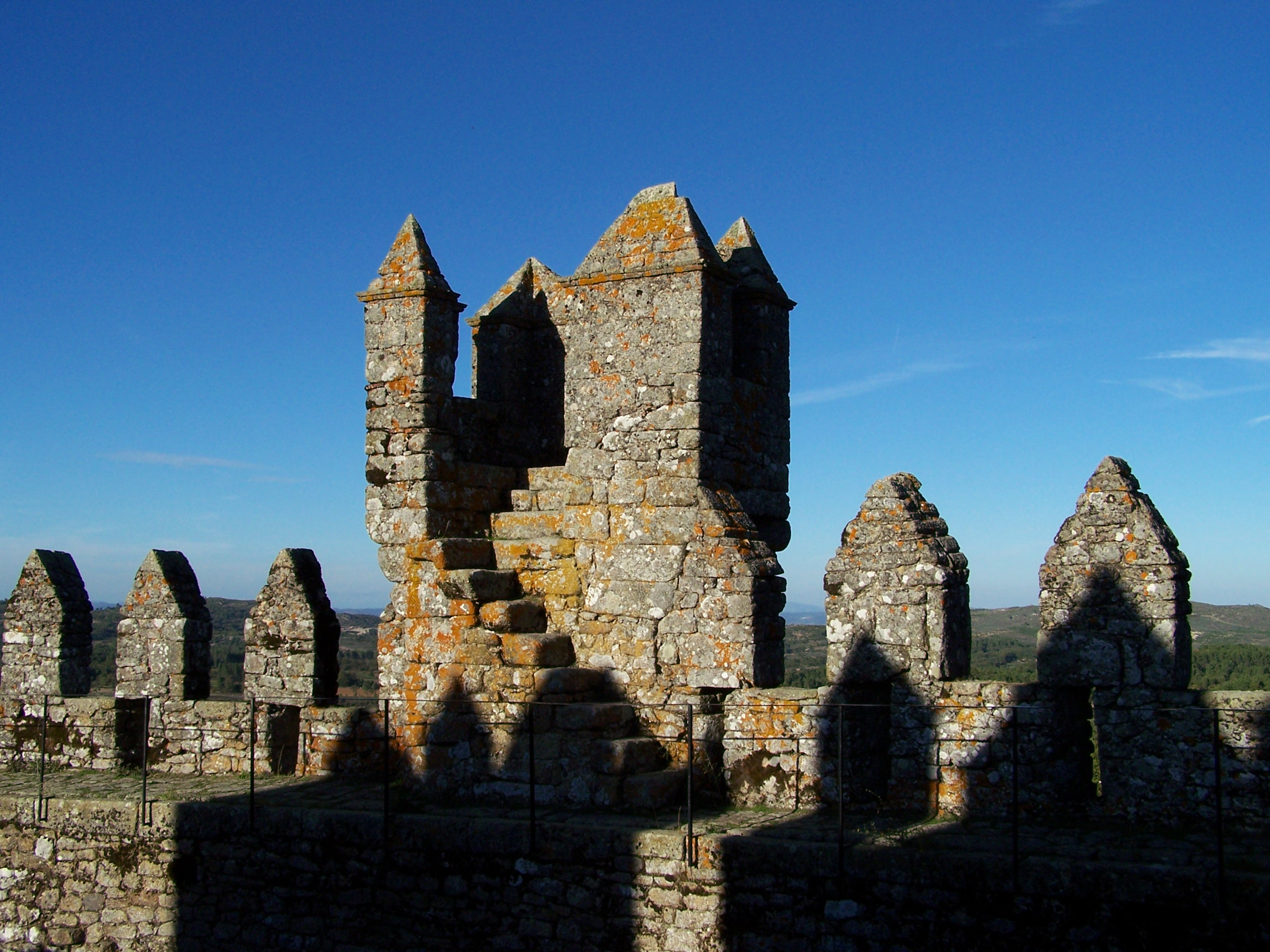
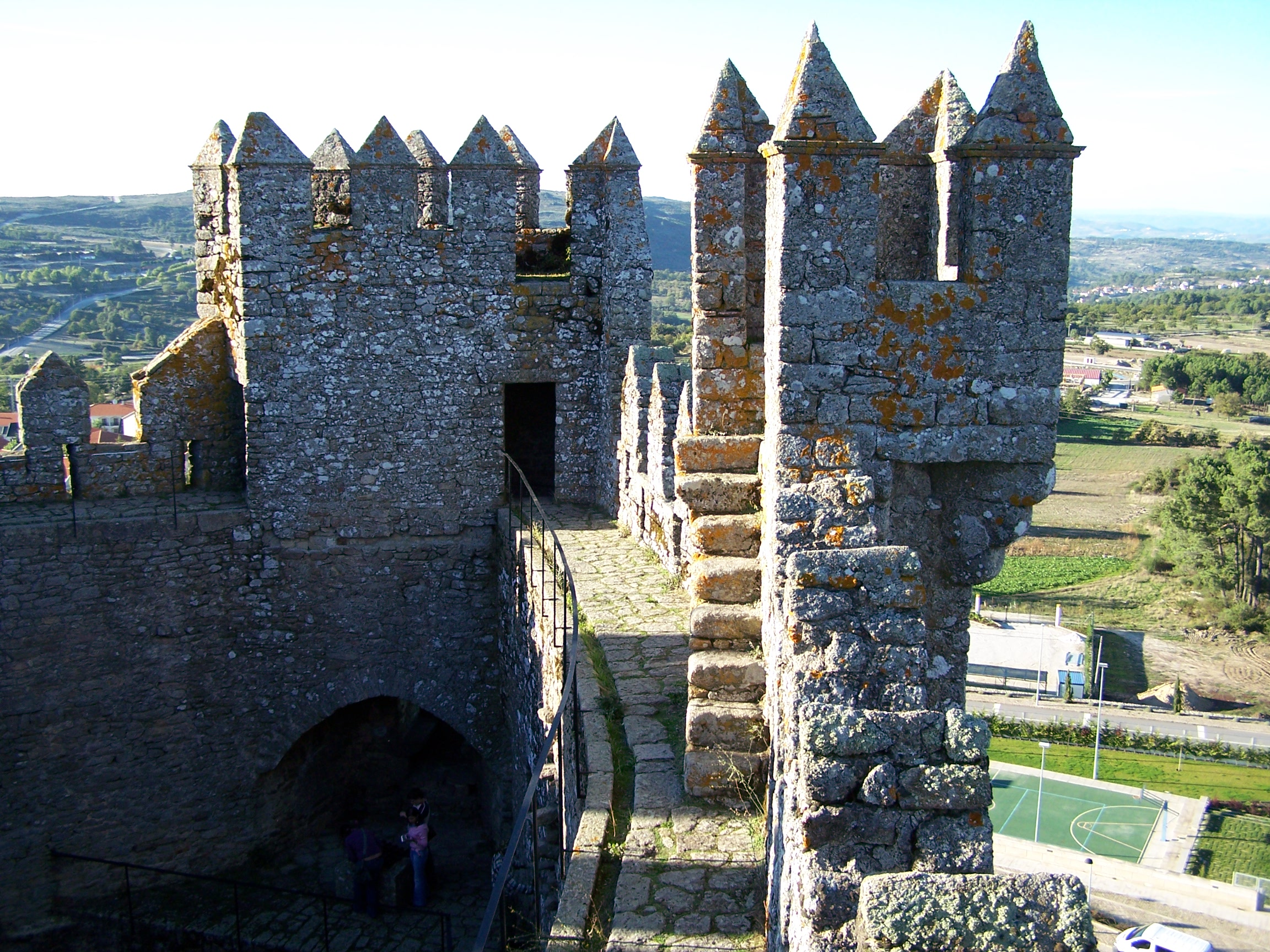